# Cmentarz wojenny nr 337 – Grabina

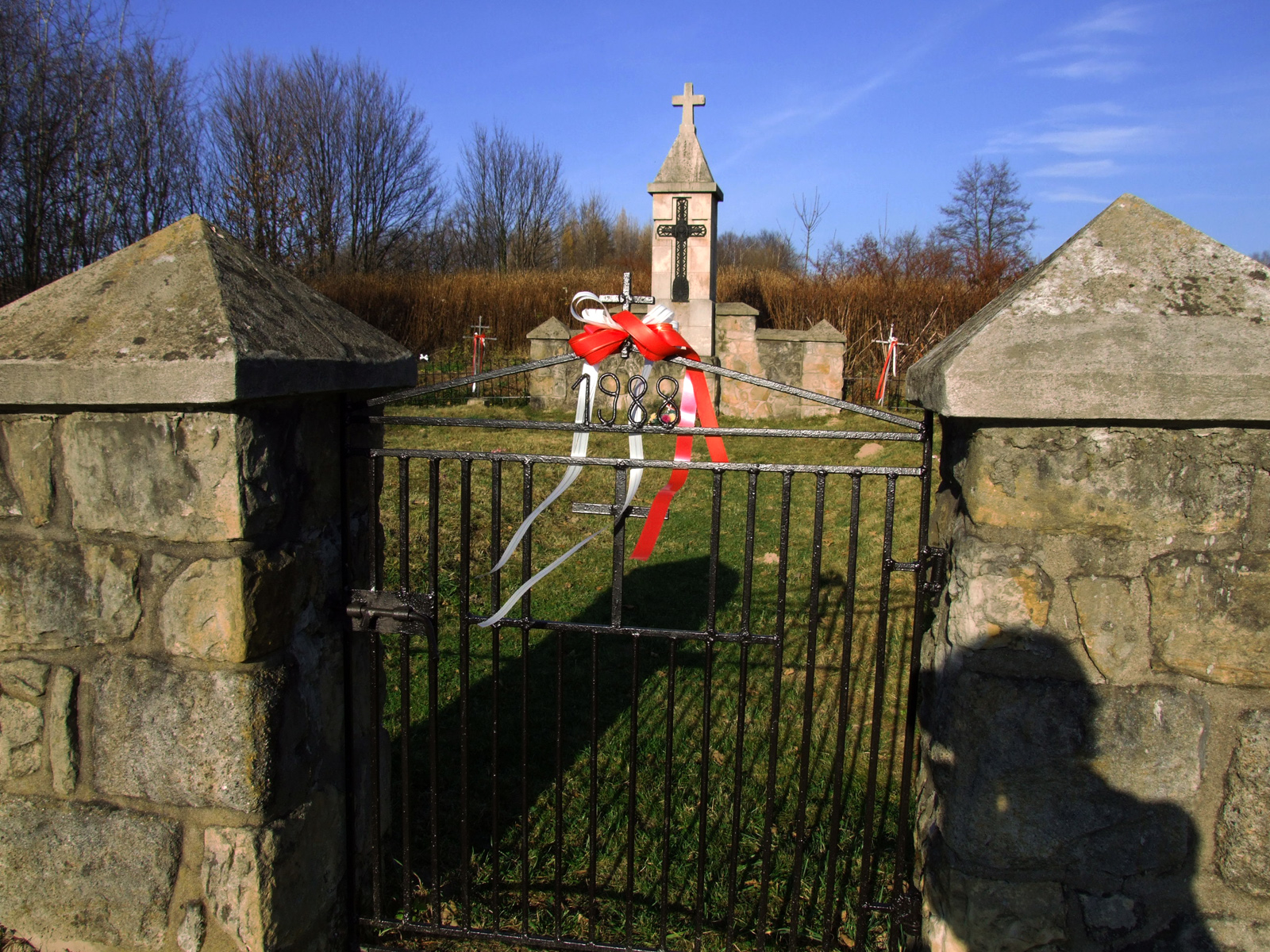

Cmentarz wojenny nr 337 – Grabina – cmentarz z I wojny światowej znajdujący się we wsi Grabina w województwie małopolskim, w powiecie bocheńskim, w gminie Bochnia. Jest jednym z ponad 400 zachodniogalicyjskich cmentarzy wojennych zbudowanych przez Oddział Grobów Wojennych C. i K. Komendantury Wojskowej w Krakowie. Z tej liczby w okręgu bocheńskim cmentarzy jest 46.

## Lokalizacja
Położony jest na wzgórzu wśród pól uprawnych, z dala od obszarów zabudowanych. Prowadzi do niego gruntowa droga odchodząca w północnym kierunku od szosy biegnącej przez Grabinę. Miejsce przy szosie, od którego odchodzi ta droga wskazuje oryginalna betonowa tabliczka na betonowym słupku. Napis na tablicy: „Kriegerfriederhof – Cmentarz wojskowy”. Cmentarz znajduje się na wysokości ok. 288 m n.p.m. pomiędzy dwoma niewielkim zadrzewieniami. 

## Historia
Pochowano tutaj wspólnie na jednym cmentarzu żołnierzy armii rosyjskiej, austro-węgierskiej i niemieckiej, którzy zginęli na okolicznych polach na początku grudnia 1914 roku w czasie operacji limanowsko-łapanowskiej. Po kilkudniowych i niezwykle zaciętych walkach Austriacy zdobyli pozycje rosyjskie na wzgórzach w miejscowościach Buczyna, Grabina, Stradomka, Sobolów, Chrostowa, Kamyk, Wola Nieszkowska, Nieprześnia wypierając ich z tych miejscowości. 13 grudnia Rosjanie rozpoczęli odwrót dalej na wschód. 
W walkach podczas operacji limanowsko-łapanowskiej obydwie strony poniosły duże straty i w okolicach znajduje się wiele cmentarzy wojennych. Wszystkie walczące tutaj armie były wielonarodowościowe. Na cmentarzu w Grabinie pochowano:
- 130 żołnierzy armii austro-węgierskiej
- 85 żołnierzy armii rosyjskiej

## Opis cmentarza
Jest to niewielki cmentarz na planie prostokąta. Ogrodzenie tworzą murowane z ciosanego kamienia masywne słupki, nakryte betonowymi daszkami. Pomiędzy słupkami znajduje się żelazny płot sztachetkowy. Wejście przez murowaną z ciosanego kamienia bramę z żelazną furtką. Głównym elementem dekoracyjnym jest murowana z kamienia ściana pomnikowa z murowaną również z kamienia kolumną w kształcie kapliczki o dachu zwieńczonym krzyżem. We wnęce na ścianie tej kolumny wmontowano duży, ażurowy, żeliwny krzyż łaciński. Na cmentarzu znajduje się ułożone w rzędach 14 mogił zbiorowych i 6 pojedynczych. Na nagrobkach znajdują się wykonane z płaskich prętów krzyże zamontowane na niskich betonowych cokołach. Na mogiłach żołnierzy armii austro-węgierskiej są to krzyże łacińskie, na nagrobkach żołnierzy armii rosyjskiej krzyże lotaryńskie.

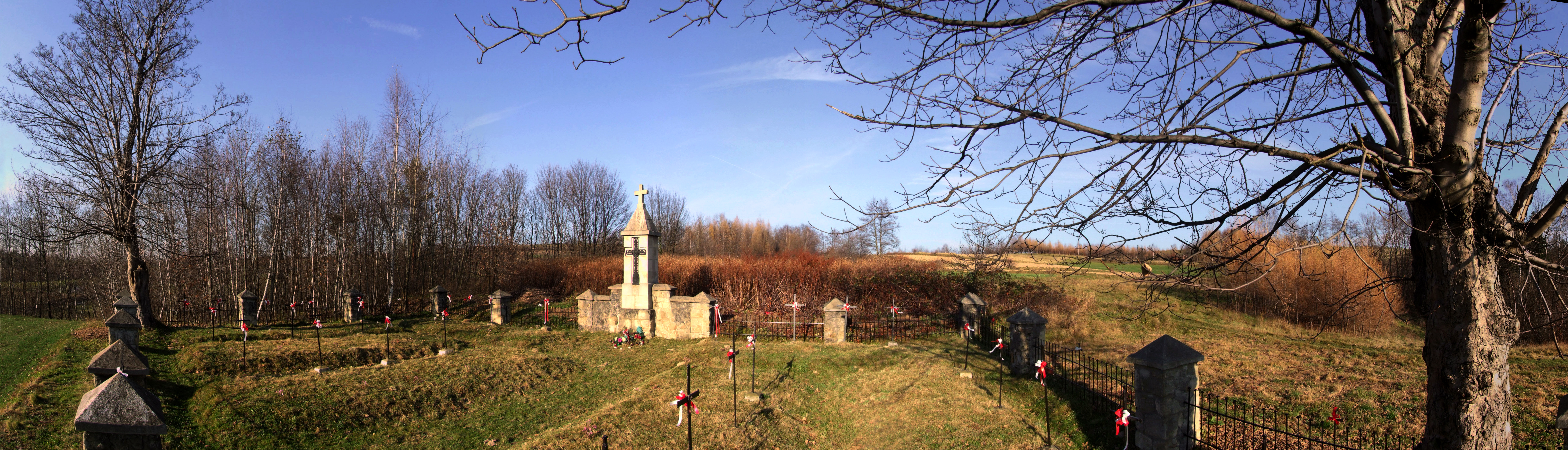
Widok ogólny

## Losy cmentarza
Po bitwie żołnierzy pochowano dość pospiesznie, w przypadkowych miejscach i płytko. W tym rejonie było 50 miejsc takich pochówków. Utrudniało to uprawę pól, groziło też wybuchem epidemii. W 1915 roku, gdy Austriacy wyparli Rosjan dalej na wschód, przystąpili do budowy cmentarza. Wykonano go bardzo solidnie, Austriacy planowali bowiem, że po wojnie cmentarze wojenne staną się miejscem pielgrzymek patriotycznych. Tak też było w okresie Polski międzywojennej. Cmentarz jako nowy był wówczas jeszcze w dobrym stanie. Po II wojnie ranga cmentarza w świadomości społeczeństwa i ówczesnych władz zmalała, przybyły bowiem nowe, świeższe cmentarze i dramatyczne historie nowej wojny. Cmentarz ulegał w naturalny sposób niszczeniu przez czynniki pogody i roślinność, zdarzały się też wandalizmy. Dopiero od lat 80. zaczęto bardziej dbać o cmentarze z I wojny światowej. W 1988 roku dokonano jego odnowienia i cmentarz jest na bieżąco pielęgnowany, również przez młodzież szkolną. W Święto Zmarłych młodzież szkolna zapala na cmentarzu znicze.